# Tarakena Rapids
Die Tarakena Rapids sind Stromschnellen des Whakatāne River in der Region Bay of Plenty auf der Nordinsel Neuseelands. Sie liegen stromaufwärts der Nihootekiore Rapids östlich der Ortschaft Murupara im Gebiet des Te Urewera.